# NK Varaždin (1931-2015)
O NK Varaždin foi uma equipe croata de futebol com sede em Varaždin que disputou a primeira divisão da Croácia (Prva HNL).
Mandava seus jogos no Stadion Anđelko Herjavec, que possui capacidade para 10.800 espectadores.

## História
O NK Varaždin foi fundado em 03 de Junho de 1931.
Jogou sob o nome "Varteks" de 1958 a 2010.
Era um time constantemente presente na primeira divisão croata desde sua instauração, em 1992.
Em 2012 o clube foi a falência por conta de problemas financeiros. Uma outra entidade foi então fundada para manter vivas as categorias de base, batizada de Škola Nogometa Varaždin (Escola de Futebol de Varaždin). As duas equipes coexistiram por 3 anos até que em 2015, devido a problemas com dívidas, o NK Varaždin foi extinto. O Škola Nogometa Varaždin assumiu o nome de NK Varaždin e o estádio do antigo clube e disputa partidas hoje em dia sob esse nome. 
Para a Federação Croata de Futebol, ambas equipes são separadas, com registros diferenciados até 2015. A partir da extinção do antigo Varaždin e o novo time tendo assumido esse mesmo nome, eles são considerados um só. Na prática, o novo Varaždin é considerado um sucessor do antigo.